# Xiphidiopsis elongata
Xiphidiopsis elongata är en insektsart som beskrevs av Wei Ying Hsia och Honglei Liu 1993. Xiphidiopsis elongata ingår i släktet Xiphidiopsis och familjen vårtbitare. Inga underarter finns listade i Catalogue of Life.